# کونراتیتسه (پراگ)
کونراتیتسه (به چکی: Kunratice) یک منطقهٔ مسکونی در جمهوری چک است که در پراگ واقع شده‌است. کونراتیتسه  ۸٬۰۸۹ نفر جمعیت دارد.